# Parasarcophaga voluptus
Parasarcophaga voluptus är en tvåvingeart som beskrevs av Yu. G. Verves 1986. Parasarcophaga voluptus ingår i släktet Parasarcophaga och familjen köttflugor. Inga underarter finns listade i Catalogue of Life.